# Vlag van Belfeld

Vlag van de gemeente Belfeld (1982-2001)
Dorpsvlag sinds 2020

De vlag van Belfeld is op 22 april 1982 bij raadsbesluit vastgesteld als gemeentevlag. Deze vlag bleef de officiële gemeentevlag tot 2001, toen Belfeld middels een gemeentelijke herindeling bij Venlo werd gevoegd. In 2020 kreeg de vlag eerherstel als dorpsvlag.

## Geschiedenis
In 1975 verzocht de Stichting voor Banistiek en Heraldiek de gemeente om een officiële gemeentevlag in te voeren, maar Belfeld wees dit verzoek vooralsnog af. In 1981 stuurde de Utrechtse vexilloloog J.F. van Heijningen ongevraagd een gedetailleerd voorstel aan de gemeente voor de vormgeving van een gemeentevlag. Het ontwerp hiervoor behelsde drie verticale banen in de kleuren blauw, geel en zwart, met als eenvoudig symbool een witte klok (bel). De afbeelding van paus Urbanus I, die de patroonheilige van het dorp is, werd door hem veel te ingewikkeld bevonden, waarop hij de voorkeur gaf aan de symbolische bel.

Vlag van Dodewaard, die sterk lijkt op het voorstel van de Stichting voor Banistiek en Heraldiek voor de Belfeldse vlag

De raadscommissie Algemene Zaken was wel geïnteresseerd in een eigen Belfeldse vlag en besloot advies in te winnen bij de Stichting voor Banistiek en Heraldiek. Daarbij rees de vraag of de door Van Heijningen voorgestelde bel in het ontwerp iets met Belfeld te doen had. De stichting kwam daarop met een sterk afwijkend voorstel, namelijk om de vlag uit te voeren in drie horizontale banen in de kleuren wit, geel en blauw. Hierbij stelden de blauwe kleur de verwevenheid met de ten westen van de gemeente liggende Maas voor in ten minste vijf regelmatige welvingen. De kleur geel zou de verwevenheid van de kernen Belfeld, Bolenberg en Geloo voorstellen. Dit ontwerp zou echter te veel lijken op de vlag van Dodewaard.
Uiteindelijk werd het voorstel van Van Heijningen in zijn geheel overgenomen, inclusief de witte bel. Op 25 januari 1982 werd dit voorstel door de Belfeldse gemeenteraad voorgelegd aan de Hoge Raad van Adel, die een maand later positief reageerde op dit voorstel. De officiële beschrijving van de Raad is als volgt:
Drie banen van gelijke lengte, blauw, geel en zwart, en in de broektop een witte klok, waarvan de hoogte gelijk is aan 2/5 van de hoogte van de vlag.